# Bezirk Gurahumora
Der Bezirk Gurahumora (rumänisch: Gura Humorului; ruthenisch: Gurahumora) war ein Politischer Bezirk im Herzogtum Bukowina in Österreich-Ungarn. Der Bezirk umfasste Gebiete im Südosten der Bukowina. Sitz der Bezirkshauptmannschaft war die Gemeinde Gurahumora (Gura Humorului). Das Gebiet wurde nach dem Ersten Weltkrieg Rumänien zugeschlagen und ist heute Teil des rumänischen Anteils der Bukowina.

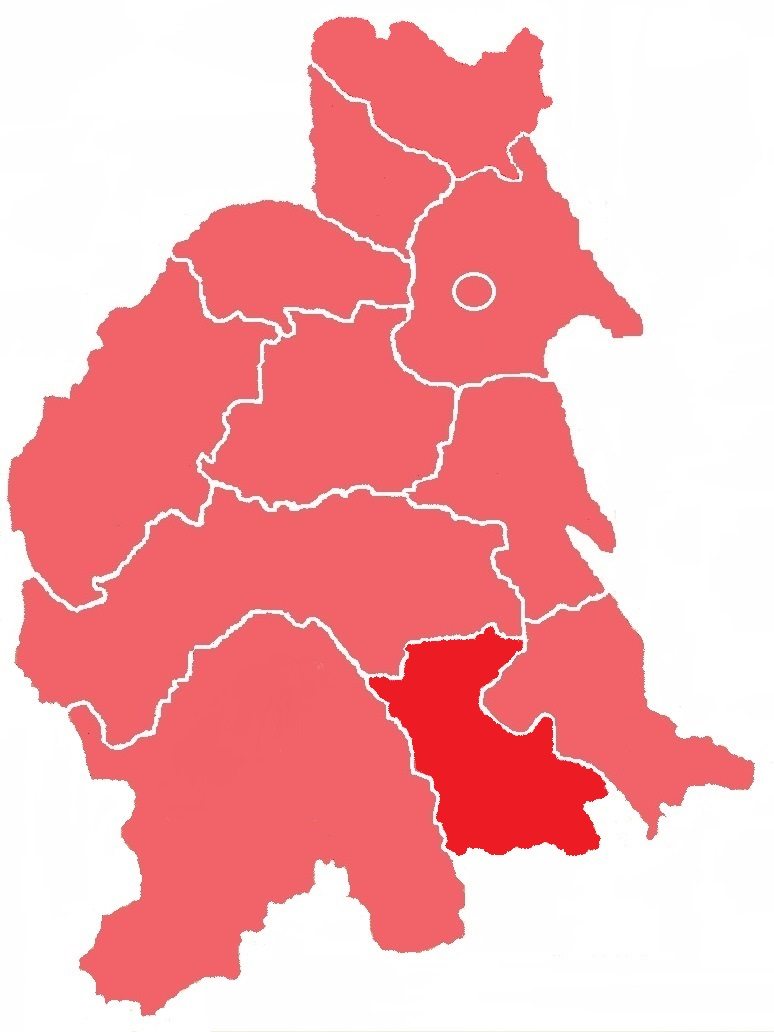
Lagekarte des Bezirks Gurahumora innerhalb des Herzogtums Bukowina (1910)

## Geschichte
Die modernen, politischen Bezirke der Habsburgermonarchie wurden um das Jahr 1868 im Zuge der Trennung der politischen von der judikativen Verwaltung geschaffen. Das Gebiet des späteren Bezirks Gurahumora war 1868 Teil der Bezirke Radautz bzw. Suczawa gewesen. Per 1. Oktober 1893 wurden der Gerichtsbezirk Gurahumora aus dem Bezirk Suczawa und der Gerichtsbezirk Solka aus dem Bezirk Radautz herausgelöst und zum Bezirk Gurahumora vereint.
Die Einwohnerzahl des Bezirks Gurahumora betrug 1900 55.741. Von der Bevölkerung hatten 1900 38.427 Rumänisch (68,9 %) als Umgangssprache angegeben, 12.194 sprachen Deutsch (21,9 %), 1.472 Ruthenisch (2,6  %) und 3.399 eine andere Sprache (6,1 %). Der Bezirk umfasste 1900 eine Fläche von 739,89 km² sowie zwei Gerichtsbezirke mit insgesamt 21 Gemeinden.
| Jahr | Ein- wohner | Deutsch- sprachige | Ruthenisch- sprachige | Rumänisch- sprachige | Anders- sprachige |
| ---- | ----------- | ------------------ | --------------------- | -------------------- | ----------------- |
| 1900 | 55.741      | 12.194             | 1.472                 | 38.427               | 3.399             |

## Ortschaften
Auf dem Gebiet des Bezirks bestanden 1910 Bezirksgerichte in Gurahumora und Solka, diesen waren folgende Orte zugeordnet:
Gerichtsbezirk Gurahumora:
- Stadt Gurahumora

Gerichtsbezirk Solka:
- Solka